# Yakub Celebi
Yakub Celebi (13¿? - Kosovo Polje, 1389), cuyo nombre también se encuentra como Yakoub, Yacoub o Jacob, era un príncipe otomano, uno de los hijos del sultán Murad I. El título Celebi, equivalente a Señor, era el correspondiente a todos los hijos del Sultán, así como el de Hatun se daba a las hijas. 
Se sabe poco sobre Yakub. Joseph de Hammer en Historia del Imperio otomano asegura que participó activamente en las campañas militares de su padre. Para calmar la agitación de Alaeddin, príncipe de Karamanie e hijo y sucesor de Yakhschi-Beg, Murat I le dio a su hija Nefisé Hatun como esposa, pero la calma fue de corta duración y el Sultán tomó las armas contra su yerno. Hammer escribe:

Es en el llano de Iconium, que dos siglos antes había sido teatro de la victoria de los cruzados sobre los seyúcidas, donde los ejércitos otomanos y karamanes se encontraron por primera vez. El propio sultán dirigió sus tropas en batalla. Confió el mando del ala derecha a sus hijo Yakub, el ala izquierda al príncipe Bayezid, la retaguardia a Timourtaseh, y él mismo se colocó en el centro con toda su caballería, que precedían los jenízaros y los azabes. Yacub se rodeaba de los generales Saroudjé-Pascha, Balabanbeg, Eliasbeg, Moustedjab-beg y con los otros jefes de las tropas asiáticas...

En junio de 1389, Yakub participó también en la batalla de Kosovo, algo que le resultó fatal. Hammer: 

Yakub, segundo hijo de Murad, el príncipe cuyo valor había contribuido no menos que el de Bayezid, a conseguir la victoria de los otomanos, se convirtió por ello en sospechoso ante su hermano Bayezid, que se ha convertido en soberano de un extenso imperio y amo absoluto de la vida de sus súbditos. No ignorando que el valor de Yakoub le había proporcionado el afecto de una parte de sus tropas y no considerándolo más que como el primero de sus esclavos, Bayezid, algunas horas después de haber tomado posesión del trono, lo hizo detener y dar muerte «para ajustarse, dice el historiógrafo del Imperio, a esta máxima del Corán: "La rebelión es peor que las ejecuciones"; debía prevenirse, añade el mismo escritor, los efectos del mal ejemplo dado antes por Saudji, cuya rebelión había amenazado el descanso del Imperio, y era necesario alejar a aquél que podía intentar imitarlo.»

Savci o Saudji, otro hijo de Murad, se había rebelado contra su padre en 1374 aliándose a Andrónico, que también se encontraba en rebeldía contra su padre, Juan V Paleólogo. Hammer: 

Andrónico, irritado de esta preferencia (Juan Paleólogo encargó a Teodoro, el tercero de sus cuatro hijos, tomar posesión del gobierno de Esparta y el territorio que le correspondía de derecho por la reciente muerte de los herederos de Juan VI Cantacuzeno), decidió vengarse. Encontró en Saudji, hijo de Mourad, una afinidad de sentimientos y carácter, lo que estableció entre ellos una estrecha conexión. Ambos estaban devorados por una ardiente ambición y los animaba por igual el odio contra los autores de sus días. Mientras que el sultán estaba ocupado en reprimir una rebelión en Asia, y Juan Paleólogo olvidaba en Bizancio los peligros de su situación, Saudji, que estaba temporalmente al mando de todas las fuerzas otomanas en Europa, y el ambicioso Andrónico conspiraban contra ambos.

Mal le resultó a Savci ya que, irritado, su padre le hizo sacar los ojos y a continuación decapitar.

## Literatura
Este príncipe inspiró una pequeña novela, Jacob Xalabín, a un autor catalán anónimo de finales del siglo XIV y comienzos del XV, que parece haber conocido bien la historia y la civilización turca contemporánea. Varios indicios hacen pensar que este autor era probablemente alguno de los catalanes que participaron en la expedición a oriente de los almogávares, que ocuparon el ducado de Atenas en 1390.